# Daniel Torres Pérez
Daniel Torres Pérez   (Teresa de Cofrents i València, 20 d'agost de 1958) és un comicaire valencià, màxim exponent de la Nova Escola Valenciana i gran referent de la línia clara sorgida als anys 1980 al voltant de la revista Cairo. Entre la seva extensa obra, destaca la sèrie de ciència-ficció Roco Vargas.
El 2022 fou guardonat amb el Gran Premi del Saló del Còmic de Barcelona per la seva llarga trajectòria en el món del còmic.

## Homenatges
L'any 2017, de març a juny, es realitzà una exposició sobre la seva obra a l'IVAM anomenada La Casa: crónica de una conquista.

## Palmarès
- 1986 - Premi Haxtur al millor dibuix per Saxxon (de la sèrie Roco Vargas) al Saló Internacional del Còmic del Principat d'Astúries.
- 1987 - Nominació al Premi Haxtur al millor guió per La estrella lejana.
- 1987 - Nominació al Premi Haxtur a la millor història llarga per La estrella lejana.
- 1992 - Nominació al Premi Haxtur a la millor història curta per Encuentro Nocturno.
- 1993 - Premi a la Millor obra per El octavo día a l'onzè Saló Internacional del Còmic de Barcelona.
- 2016 - Nominació al premi a la millor obra per La Casa, crónica de una conquista al Saló Internacional del Còmic de Barcelona de 2016.
- 2018 - Nominació al premi a la millor obra per Roco Vargas. Júpiter  al Saló Internacional del Còmic de Barcelona de 2018.
- 2022 - Gran Premi del Saló Internacional del Còmic de Barcelona.[3]

## Obra

### Com a comicaire
| Anys          | Títol                                                                  | Guionista        | Tipus                      | Publicació original                     | Publicació posterior                                        |
| ------------- | ---------------------------------------------------------------------- | ---------------- | -------------------------- | --------------------------------------- | ----------------------------------------------------------- |
|               |                                                                        |                  |                            | El gat pelat                            |                                                             |
| 1980          | Claudio Cueco                                                          | Daniel Torres    | Sèrie                      | El Víbora                               | Claudio Cueco (1994, Norma)                                 |
| 1982          | Opium                                                                  | Daniel Torres    | Sèrie                      | Cairo                                   | Opium (2000, Norma)                                         |
| 1983-presente | Roco Vargas                                                            | Daniel Torres    | Sèrie                      | Cairo                                   | Roco Vargas (1997, Norma)                                   |
| 1983          | Sabotage                                                               | Daniel Torres    | Àlbum                      | Magic Strip (França)                    | Norma                                                       |
| 1990          | El octavo día                                                          | Daniel Torres    | Sèrie                      | Cimoc                                   | El octavo día (1992, Norma). El octavo día II (1996, Norma) |
| 1992          |                                                                        |                  | Còmic curt                 | Cimoc Especial nº 12: Dinosaurios       |                                                             |
| 1995          | Textura humana                                                         | Daniel Torres    | Històries curtes 1988-1992 |                                         |                                                             |
|               |                                                                        | Alan Moore       |                            | Les noves aventures de The Spirit Nº 2  |                                                             |
|               |                                                                        |                  |                            | Sandman Mystery Theatre Nº 7: La Niebla |                                                             |
| 1995-present  | Tom                                                                    | Daniel Torres    | Sèrie                      | El Pequeño País                         |                                                             |
| 1998          | El ángel de Nôtre Dame                                                 | Daniel Torres    |                            | Norma Editorial                         |                                                             |
| 2002          | Buenaventura                                                           | Steven T. Seagle | Història curta             | Batman Black&White II                   |                                                             |
| 2009          | Burbujas                                                               | Daniel Torres    |                            | Norma                                   |                                                             |
| 2015          | Casa : crónica de una conquista (La casa : un gran viaje en el tiempo) | Daniel Torres    |                            | Norma                                   |                                                             |
| 2018          | Picasso en la Guerra Civil                                             | Daniel Torres    |                            | Norma                                   |                                                             |

### Com il·lustrador
Bárbara per a Alfaguara, escrit per Rosa Montero
- Las barbaridades de Bárbara (1996) (ISBN 84-204-4443-X)
- El viaje fantástico de Bárbara (1997) (ISBN 84-204-5765-5)
- Bárbara y el doctor Colmillos (1998) (ISBN 84-204-5789-2)

### Didàctics
- Jóvenes dibujantes (2003) (ISBN 84-8431-713-7) (Norma Editorial)

### Història
- Casa: crónica de una conquista (La casa: un gran viaje en el tiempo) (2015) (ISBN 9788467920758) (Norma Editorial)